# Масселшелл

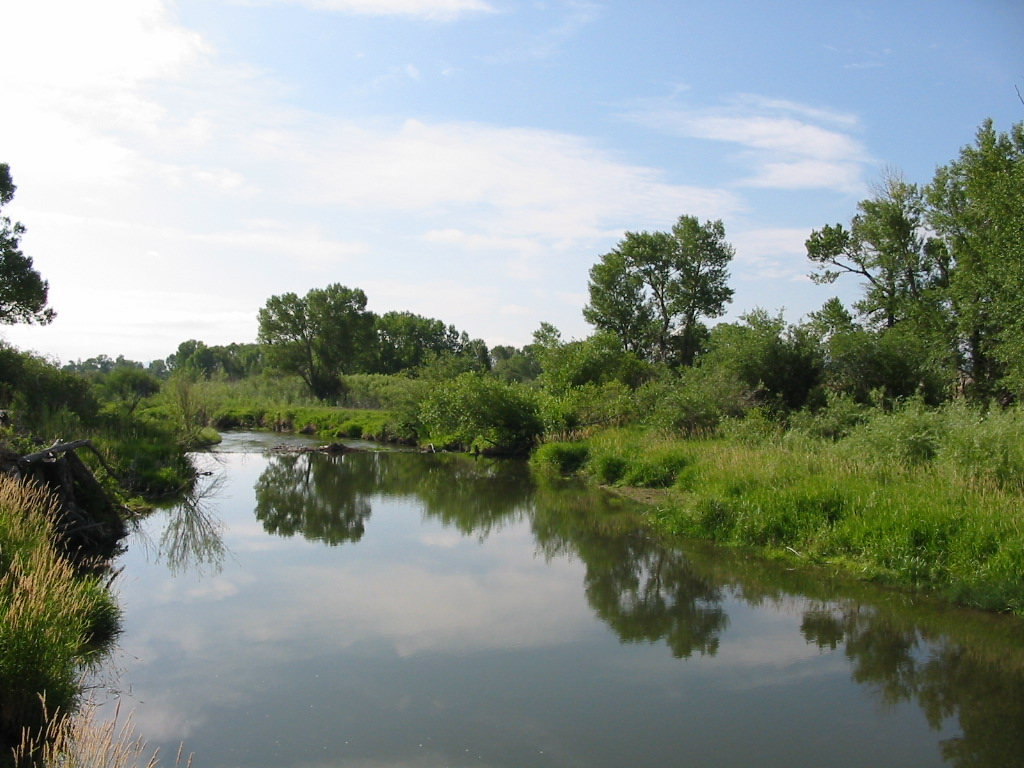
Масселшелл

Маселшелл (англ. Musselshell River) — річка в штаті Монтана, права притока річки Місурі. Довжина становить 470 км. Початок в горах центральної частини штату Монтана від злиття річок Норт-Форк та Саут-Форк. В верхів'ї переважно тече у східному, потім — у північному напрямку. Впадає в верхів'ї водосховища Форт-Пек на р. Місурі.
Індіанці кроу називали її річкою В'яленого М'яса.
Площа басейну — 20305 км². Середня витрата води — 7,1 м³/с (максимум в червні — 23,6 м³/с, мінімум в грудні — 1,9 м³/с. Живлення переважно снігове. Вздовж річища багато популярних місці рибальства. Основні види риби: гірський вальок (Prosopium williamsoni), кумжа (Salmo trutta), лосось Кларка (Salmo clarkii), райдужга форель (Parasalmo mykiss), американський голець (Salvelinus fontinalis), канальний сомик (Ictalurus punctatus), судак канадський (Sander canadensis), малоротий окунь (Micropterus dolomieu), жовтий судак (Sander vitreus) та інші.